# خواكين بالاغوار
خواكين بالاغوار (بالإسبانية: Joaquín Balaguer)‏ (و. 1906 – 2002 م) هو شاعر، وكاتب، وبروفيسور (أستاذ جامعي)، ومحام من جمهورية الدومينيكان .

## التعليم
تعلم في جامعة باريس.

## روابط خارجية
- خواكين بالاغوار على موقع الموسوعة البريطانية (الإنجليزية)
- خواكين بالاغوار على موقع مونزينجر (الألمانية)